# Sayalonga
Sayalonga – gmina w Hiszpanii, w prowincji Malaga, w Andaluzji, o powierzchni 18,3 km². W 2011 roku gmina liczyła 1564 mieszkańców.